# ノアサウルス
ノアサウルス Noasaurusは、白亜紀後期の南米（アルゼンチン）に生息していた竜盤目-獣脚亜目-ケラトサウルス下目ノアサウルス科の小型肉食恐竜である。

## 発見と命名

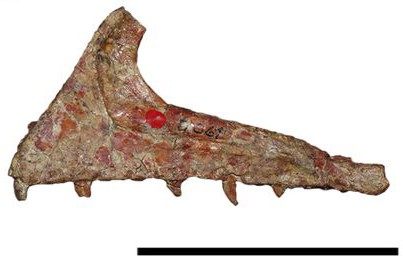
左上顎骨の実物写真

1970年代半ばに、断片的な小型獣脚類の骨格がハイメ・エドゥアルド・パウエル (Jaime Eduardo Powell)とホセ・フェルナンド・ボナパルト (José Fernando Bonaparte)によってエスタンシアエルブレテ遺跡 (Estancia El Brete-site)で発見され、1977年には発見が学術雑誌へと報告された。タイプ種のN. lealiはボナパルトとパウエルの両名によって1980年に記載された。属名Noasaurus はアルゼンチン北西部 (noroeste Argentina)の一般的な略語である “NOA” とギリシア語でトカゲを意味する“σαῦρος”のラテン語形“saurus”の造語。そして種小名は、発掘地の土地所有者フィデル・レアルへの献名である。
ホロタイプ (PVL 4061)は白亜紀後期のマーストリヒチアン前期（約7,000万年前）に、南米アルゼンチンのサルタ州Lecho累層で発見された。ホロタイプは頭蓋骨と部分的な骨格で構成されていた。それには上顎骨、方形骨、2個の椎骨、2つの肋骨、後方の背骨、前肢の末節骨2つ（鉤爪の芯）、指骨と第2の右中足骨を含んでいた。前肢の爪の1つは、発見から暫く後肢の第二指の爪として識別されていた。だが2004年には件の骨も前肢の末節骨として認められ、公に言及された。
1999年には新たに頸椎（標本番号MACM 622）が見つかり、当初はマニラプトル形類のオヴィラプトロサウルス類として同定され、オヴィラプトロサウルス類がゴンドワナ大陸へ進出していた証拠おされただが、こちらの標本も2007年には、おそらくノアサウルスのホロタイプに属するノアサウルス科の脊椎として再同定されている。

## 形態

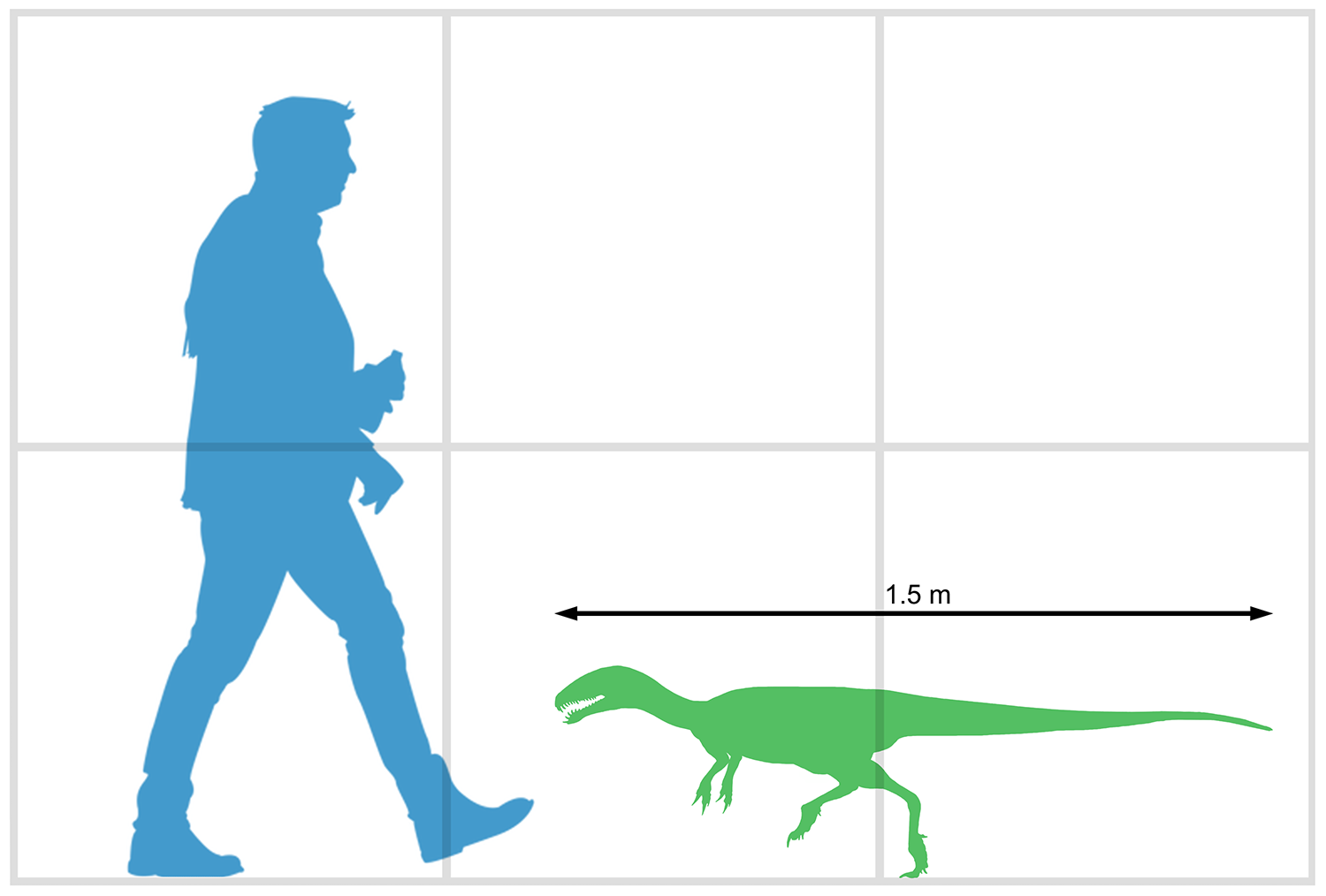
ノアサウルスとヒトの大きさ比較

ノアサウルスは小型の獣脚類だった。全長は約1.5 m、体重は約15 kgと推定されている。

### 頭部
上顎骨には少なくとも11本の鋭い歯が生えていた。歯は後方へ反っており、前端と後端には鋸歯が発達しているという、典型的な肉食性爬虫類の歯をしていた。この特徴は本種が魚食性に特化していなかった事を示唆している（詳しくは後述）。

### 頸部
頸椎が非常に細長いため、本種の首はおそらく長かったと推測されている。これらの椎骨は低い神経棘で強く垂直方向に圧縮されており、典型的なアベリサウルス上科の特である長い骨端を持っていた。
研究初期の頃は末節骨の誤認により、鳥類と密接な関わりを持つ獣脚類（ディノニコサウルス類）として分類されていた（俗に言う“ラプトル”で、末節骨は鎌爪 sickle clawを持つと見られた）。その後の研究で、実は末節骨が前腕由来だった事が示めされた。末節骨は非常に湾曲しており鉤爪状になっていた。上面図では底面が平行で、底面の下に深い三角形の空洞がある。

## 分類
ノアサウルスは今日、広義のケラトサウルス類であると考えられている。もともとは、ドロマエオサウルス科と同じコエルロサウルス類の一群として見なされていた。後にボナパルトとパウエルは本種をノアサウルス科へと割り当てた。 そして1988年にグレゴリー・ポールが先進的な考察の上で同科をアベリサウルス上科の一員と見なし、改めてノアサウルス科を作り出して同上科へと組み込んだ。だがポールは同時に、アベリサウルス上科がメガロサウルス類であるとする誤った考えも提唱した。
その後ノアサウルス科は、より大型のアベリサウルス科と近縁だと分かり、両系統は同じ基盤的なアベリサウルス上科を祖先としている事が判明した。
2016年の分岐図はRauhutとCarranoによって行われた系統解析に基づいており、本種がノアサウルス科においてエラフロサウルス Elaphrosaurus Janensch, 1920と強い関係を持つことを示している

## 古生物学

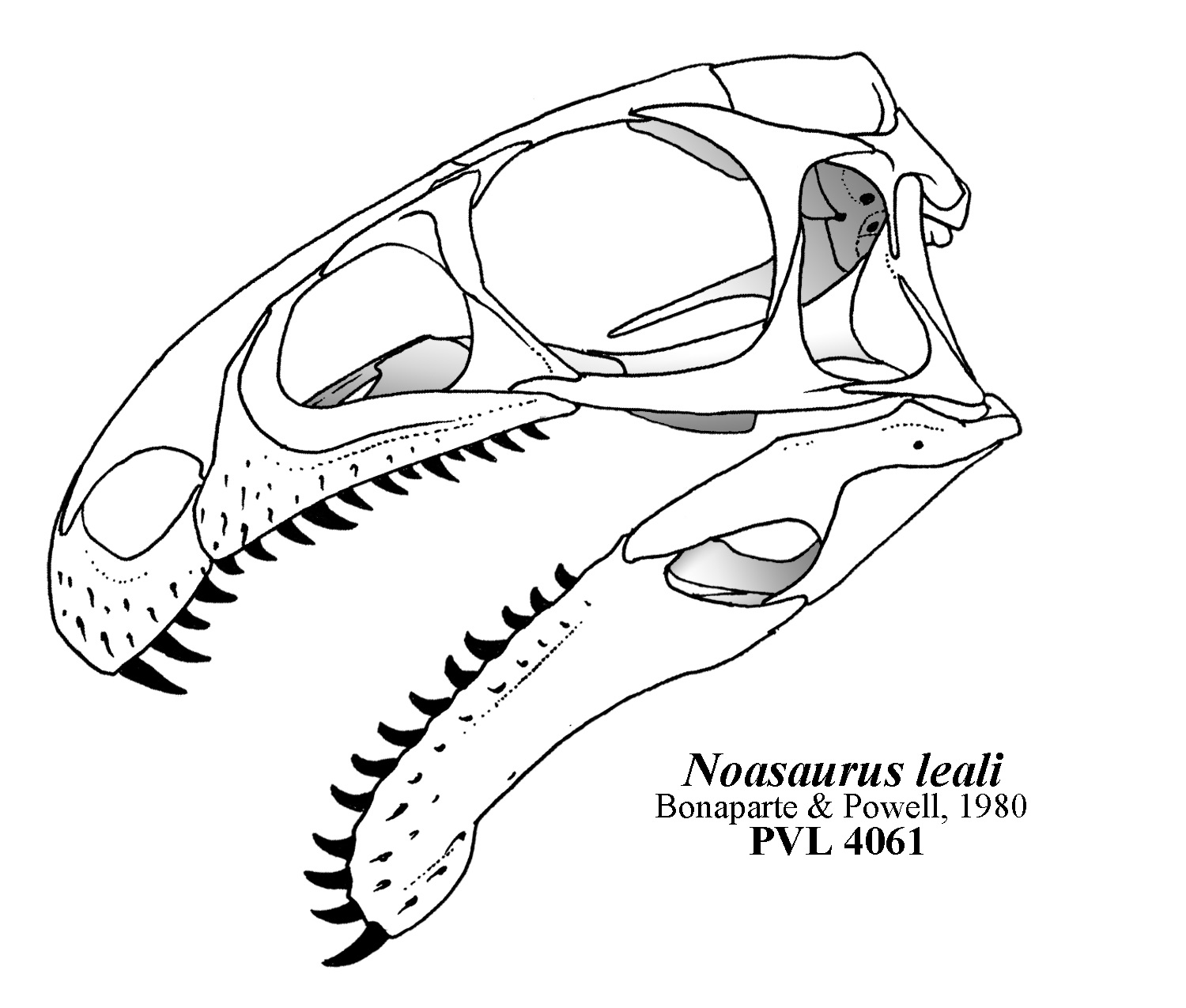
マシアカサウルスを参考にしたノアサウルスの仮説的復元骨格図

研究黎明期の1980年には、件の鎌状の末節骨が鎌爪として武器の役割を果たしたと考えられていた。 1988年にパウロは、ノアサウルス科の特徴を進化論に照らし合わせ、本科の末節骨がアジアと北アメリカに生息していたドロマエオサウルス類との収斂進化の好例であると見なした。また母体のアベリサウルス上科は全体的に前腕が非常に短く機能性が低い事を踏まえた結果、ノアサウルスの前肢が然程長くないと考えた。そして本種が狩りをする際には、獲物の背中を前肢で抑え込むのではなく、代わりに後ろ脚で強烈な蹴りを見舞っていたと推測した。この仮説では、足の鉤爪（鎌爪）は獲物を切り裂く役目があると考えた（パウロは本種の狩りがドロマエオサウルス類と酷似していたと考えていた）。しかし上記の仮説は、足の鎌爪が実際には前肢の爪であると判明した際に瓦解してしまった。
続く2001年には、より完全なノアサウルス科のマシアカサウルス Masiakasaurus Sampson et al., 2001がマダガスカルより発見され、同科の情報が大幅に更新された。マシアカサウルスは、おそらく採食（一説には魚食）のために下顎を下方へ湾曲させていた。この発見によりノアサウルスも、外観や生活様式がマシアカサウルスと似ていた可能性が高い事が示唆された。ただし前述の通りノアサウルスの歯は魚食性恐竜のスピノサウルス科のように円錐形ではなかったため、本当に魚を主食としていたのかは疑問が残る。